# Szofján Daíd
Szofján Daíd (Tizi Ouzou, Algéria, 1982. november 6. –) algériai úszó, kétszeres olimpikon, leginkább mellúszásban versenyzik.
Részt vett a 2004-es és a 2008-as nyári olimpián is. Négy világbajnokságon, kettő Afrika-bajnokságon és kettő Afrika játékokon képviselte hazáját valamint egy Mediterrán játékokon.

## Érmei
- 2010-es Afrika-bajnokság
  - 50 méteres mellúszás ezüstérem
  - 200 méteres mellúszás ezüstérem
  - 100 méteres mellúszás bronzérem
  - 4x100 méteres vegyes váltó ezüstérem
- 2006-os Afrika-bajnokság 
  - 200 méteres mellúszás aranyérem
  - 100 méteres mellúszás ezüstérem
  - 4x100 méteres vegyes váltó ezüstérem
- 2007-es Afrika játékok
  - 200 méteres mellúszás aranyérem
  - 100 méteres mellúszás ezüstérem
  - 4x100 méteres vegyes váltó ezüstérem
- 2003-as Afrika játékok
  - 50 méteres mellúszás ezüstérem
  - 100 méteres mellúszás ezüstérem
  - 4x100 méteres vegyes váltó bronzérem
- 2005-ös Mediterrán játékok
  - 200 méteres mellúszás bronzérem